# ورنون کیربی
 ورنون کیربی (انگلیسی: Vernon Kirby؛ زاده ۲۲ ژوئن ۱۹۱۱) یک تنیس‌باز اهل آفریقای جنوبی است.